# Steve Martino
Stephen Michael "Steve" Martino, född 21 juli 1959 i Dayton, Ohio, är en amerikansk filmregissör som är känd för att ha regisserat filmer som Horton (2008) och Snobben: The Peanuts Movie (2015).